# Скорость (фильм, 1994)
«Ско́рость» (англ. Speed) — американский боевик-триллер 1994 года, снятый Яном де Бонтом в качестве его дебютного полнометражного фильма по сценарию Грэхэма Йоста. В главных ролях снялись Киану Ривз, Деннис Хоппер и Сандра Буллок, а также Джо Мортон и Джефф Дэниелс в ролях второго плана.
Сюжет разворачивается вокруг городского автобуса, который мстительный вымогатель (Хоппер) настроил так, чтобы он взрывался, если его скорость падает ниже 50 миль в час (80 км/ч). Ривз играет офицера полиции Лос-Анджелеса, которому поручено предотвратить катастрофу, а Буллок играет пассажира, который неожиданно оказывается вовлечённым в миссию.
Премьера фильма Скорость состоялась 10 июня 1994 года. На 67-й церемонии вручения премии «Оскар» Фильм Скорость получил награды за лучший монтаж звуковых эффектов и лучший звук. Фильм также получил награды за лучший звук и лучший монтаж на 48-й церемонии вручения премии Британской академии киноискусства.
Продолжение, Скорость 2: Круиз-контроль, было выпущено 13 июня 1997 года, но было плохо сыграно и подверглось критике, получив широкую критику за отсутствие Ривза и изменение обстановки фильма. Его часто называют одним из худших сиквелов и боевиков, когда-либо снятых.

## Сюжет
Сотрудники полиции Лос-Анджелеса Джек Травен и Гарри Темпл срывают попытку удерживать лифт с людьми в обмен на выкуп в размере 3 миллионов долларов. Позже сумасшедшего террориста-вымогателя идентифицируют как Говарда Пейна. Когда двое загоняют Пейна в угол, тот берёт Гарри в заложники. Джек намеренно стреляет Гарри в ногу, вынуждая террориста отпустить его. Пейн убегает, активирует бомбу и, по-видимому, погибает от взрыва. Лейтенант «Мак» МакМахон хвалит Джека и Гарри, Гарри повышают до детектива. Однако на самом деле Пейн пережил инцидент и видит награждение по телевизору.
На следующее утро Джек становится свидетелем взрыва общественного автобуса, в результате которого погибает водитель. Пейн связывается с Джеком по ближайшему таксофону и объясняет, что аналогичная бомба установлена на другом автобусе и активируется, когда его скорость достигнет 50 миль в час (80 км/ч), и взорвётся, если скорость упадёт ниже 50. Пейн также требует выкуп в размере 3,7 миллиона долларов и угрожает взорвать автобус, если Джек попытается высадить пассажиров. Джек мчится по шоссе и садится в движущийся автобус, но бомба уже активирована, потому что скорость автобуса превысила 50 миль в час. Джек объясняет ситуацию Сэму Сильверу, водителю автобуса. Однако один из пассажиров, преступник, опасаясь, что Джек собирается его арестовать, начинает стрелять из пистолета и случайно ранит Сэма. Другая пассажирка, Энни Портер, заменяет Сэма, но когда она пытается сбавить скорость, чтобы оказать Сэму медицинскую помощь, Джек вынужден рассказать о бомбе, шокируя и пугая пассажиров. Джек изучает бомбу под автобусом и звонит Гарри, который пытается идентифицировать террориста.
После изматывающего пассажиров и Джека проезда автобуса в городском потоке полиция расчищает дорогу к ещё не открытой автостраде 105. Мак требует, чтобы пассажиров высадили на бортовой прицеп, но Джек предупреждает его о замысле Пейна. Наблюдая за событиями по телевидению, Пейн звонит Джеку, чтобы повторить свои инструкции. Джек убеждает Пейна в качестве знака доброй воли разрешить высадить раненого Сэма для оказания медицинской помощи. Пейн видит, как пассажирка по имени Хелен, потрясённая произошедшим, пытается сойти, и взрывает бомбу меньшего размера под передней лестницей автобуса, убивая её.
Когда Джек узнает, что часть автострады не достроена, он уговаривает Энни разогнать автобус до максимальной скорости, чтобы преодолеть пропасть, что удаётся с большим трудом. Затем автобус направляется в международный аэропорт Лос-Анджелеса, чтобы использовать пустые взлётно-посадочные полосы. Между тем Гарри вычисляет имя Пейна, ранее работавшего в сапёрном отделении полиции Атланты, а также его адрес. Гарри возглавляет отряд спецназа к дому Пейна, но, предвидя развитие событий, последний начинил дом взрывчаткой. Команда погибает от взрыва.
В последней попытке обезвредить бомбу Джек лезет под автобус на подвижных салазках, но случайно пробивает топливный бак, когда салазки отрываются от буксирного троса. После того как пассажиры втягивают Джека в автобус, он узнаёт, что Гарри погиб и что Пейн всё время наблюдает за пассажирами через скрытую камеру, что позволяет ему всегда быть на шаг впереди. Мак даёт указание команде местных новостей сделать запись и ретранслировать её по кругу, чтобы обмануть Пейна, в то время как всех пассажиров на ходу пересаживают в другой автобус. Джек и Энни выбираются из движущегося автобуса через люк в полу, пустой автобус сталкивается с грузовым самолетом Боинг 707 и взрывается.
Джек и Мак направляются на Першинг-сквер, чтобы оставить выкуп. Разъярённый Пейн, понимая, что его обманули, что никто не погиб в результате взрыва и что полиция Лос-Анджелеса ждёт его, изображает из себя полицейского, чтобы похитить Энни и получить выкуп. Джек следует за Пейном в метро и обнаруживает, что на Энни надет жилет со взрывчаткой, а активация произойдёт с помощью переключателя мертвеца. Пейн угоняет поезд метро и приковывает Энни наручниками к поручню, в это время Джек преследует их. После убийства машиниста поезда Пейн, смеясь, открывает сумку с выкупом, но краситель в сумке взрывается, испортив деньги и окрасив его лицо. Обезумев и рассвирепев ещё больше, Пейн дерётся с Джеком на крыше поезда и в результате драки оказывается обезглавлен железнодорожным сигналом.
Джек деактивирует жилет на Энни, но не может освободить её, так как у Пейна был ключ от её наручников. Не имея возможности остановить поезд, Джек разгоняет его до максимальной скорости, в результате поезд сходит с рельсов, пробивается через строительную площадку и вылетает на Голливудский бульвар. Невредимые, Джек и Энни целуются, а находящиеся неподалёку люди изумлённо смотрят на них.

## В ролях
- Киану Ривз — Джек Тревен
- Деннис Хоппер — Говард Пейн, террорист
- Сандра Буллок — Энни Портер, пассажирка автобуса
- Джо Мортон — лейтенант Макмэхон
- Джефф Дэниелс — Гарри Темпл, напарник Джека
- Алан Рак — Стивенс
- Гленн Пламмер — владелец Ягуара
- Ричард Лайнбэк[англ.] — Норвуд
- Бет Грант — Хелен
- Хоторн Джеймс[англ.] — Сэм
- Карлос Карраско[англ.] — Ортис
- Патрик Фишлер — мужчина в лифте
- Ричард Шифф — машинист поезда

## Производство
Съёмки начались в Лос-Анджелесе 7 сентября 1993 года и завершились 23 декабря 1993 года. Де Бонт использовал 80-футовую модель 50-этажной шахты лифта для начальной сцены. Во время съёмок умер актёр и близкий друг Ривза Ривер Феникс. Сразу же после смерти Феникса де Бонт изменил график съёмок, чтобы подстроиться под Ривза, и решил дать ему сцены, которые было легче сделать. «Это задело его эмоционально. Он стал очень тихим, и ему потребовалось немало времени, чтобы разобраться в себе и успокоиться. Это напугало его до смерти», — вспоминает де Бонт. Поначалу Ривз нервничал из-за многочисленных экшн-сцен фильма, но по мере продвижения съёмок он все больше вовлекался в процесс. Он хотел сам выполнить трюк, в котором Тревен прыгает с «Ягуара» на автобус, и репетировал его втайне после того, как де Бонт не одобрил его. В день съёмок Ривз сам выполнил трюк, напугав режиссёра.
В съемках фильма были использованы 11 автобусов GM New Look и три автобуса Grumman 870. Два из них были взорваны, один использовался для сцен на высокой скорости, у одного была отрезана передняя часть для съёмок внутри, а другой использовался только для съёмок «под автобусом». Ещё один автобус использовался для сцены прыжка с автобуса, которая была сделана за один дубль. Автобусы были раскрашены в цвета приближённые к цветам Big Blue Bus, работающего в районе Санта-Моники, хотя маршрут был придуман для фильма. В 2018 году один из автобусов, использовавшихся на съёмках, был продан на аукционе за 102 000 долларов.

## Восприятие
На сайте Rotten Tomatoes фильм имеет рейтинг 94 % основанный на 72 отзывах, со средней оценкой 8.10/10. На Metacritic средневзвешенная оценка составляет 78 из 100 на основе 17 рецензий, что указывает на «в целом благоприятные отзывы».
Роджер Эберт из The Chicago Sun-Times поставивший фильму четыре звезды из четырёх пишет: «Такие фильмы, как „Скорость“, относятся к жанру, который я называю „фильмы с ушибленным предплечьем“, потому что вы постоянно хватаете за руку человека, сидящего рядом с вами. При плохом подходе они кажутся усталым повторением старых клише о погонях. Сделанные хорошо, они забавны. Сделанные так же хорошо, как „Скорость“, они вызывают своего рода маниакальное возбуждение».

## Издания
8 ноября 1994 года компания Fox Video выпустила фильм на VHS и LaserDisc. Оригинальная кассета VHS в то время была доступна только в стандартном телевизионном формате 4:3. 20 августа 1996 года Fox Video переиздала VHS-версию фильма в широкоэкранном формате вместе с фильмами «Правдивая ложь», «Бездна» и «Последний из могикан», что позволило зрителям увидеть фильм в формате, аналогичном его кинотеатральному релизу.
3 ноября 1998 года компания 20th Century Fox Home Entertainment впервые выпустила «Скорость» на DVD в широкоэкранном формате.
Специальное коллекционное издание DVD было выпущено 30 июля 2002 года в рамках серии Fox Home Entertainment «Five-Star Collection». Этот сертифицированный THX DVD-релиз включал два комментария (один с режиссёром Яном Де Бонтом, другой — со сценаристом Грэхэмом Йостом и продюсером Марком Гордоном), аудиодорожку DTS 5.1 и различные ролики.
Издание на Blu-ray Disc было выпущено 14 ноября 2006 года, став частью первой волны релизов в этом формате от 20th Century Fox. Это издание включает два комментария из специального коллекционного издания, театральный трейлер и интерактивную игру.
20th Century Studios и Walt Disney Studios Home Entertainment выпустили фильм на Ultra HD Blu-ray 4 мая 2021 года. В этом издании сохранены комментарии и большинство специальных функций из специального коллекционного издания 2002 года.

## Гонорары
- Сандра Буллок — 500 000 $[20]